# الرضوانية
الرضوانية, أحد أحياء مدينة بغداد يقع في جانب الكرخ غرب مدينة بغداد يضم أحد قصور الرئيس العراقي السابق صدام حسين تحت اسم قصر الراية وكان يعتبر المقر الرئيسي لسكن صدام حسين وعائلته. يعتبر الحي من اقرب أحياء بغداد لمطار بغداد الدولي. كما انه من أوائل الأحياء التي دخلتها القوات الأمريكية عند احتلال العراق عام 2003م بسبب موقعه الجغرافي.